# Ian Harrower

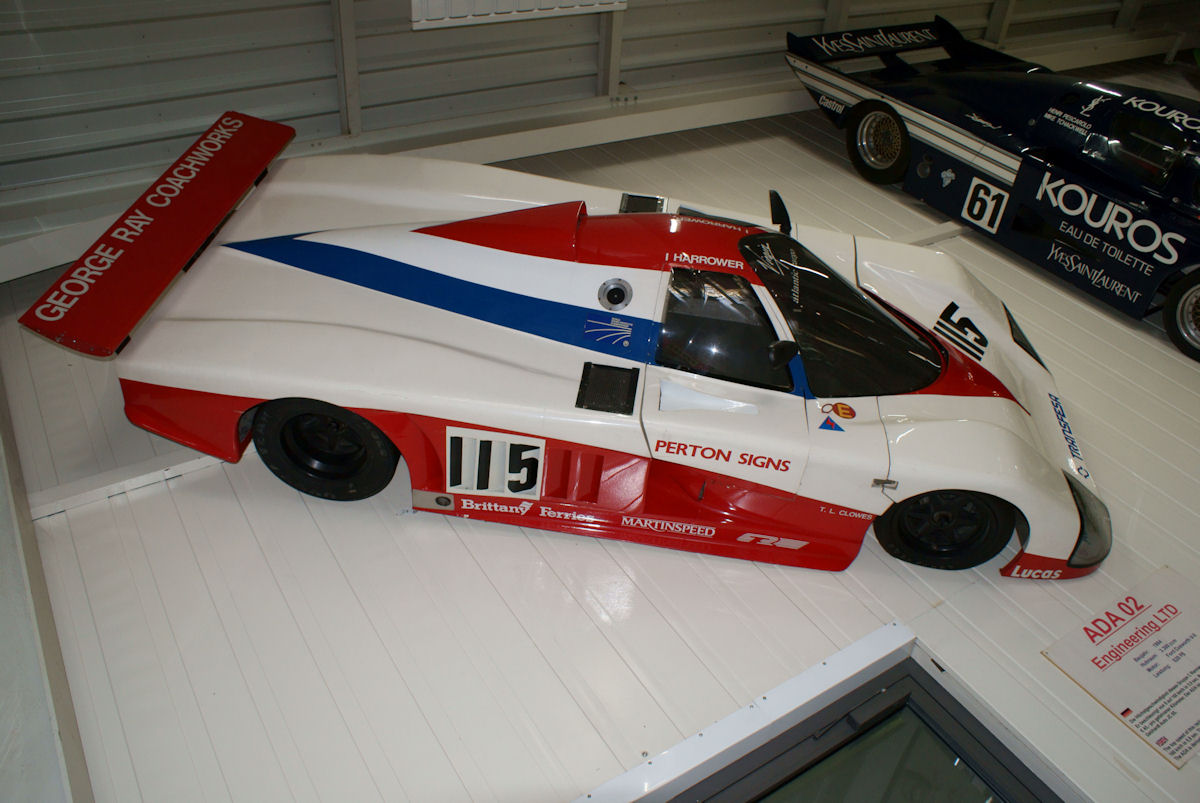
Der ADA 02 von Ian Harrower im Auto- und Technikmuseum Sinsheim

Charles Ian Harrower (* 14. Januar 1947 in York) ist ein ehemaliger britischer Autorennfahrer und Rennstallbesitzer.

## Karriere als Rennfahrer
Ian Harrower war mehr als 25 Jahre als Sportwagenpilot aktiv. Die Karriere begann 1972 bei einem Rennen zur britischen Sportwagen-Meisterschaft in Snetterton. Harrower fuhr einen Chevron B8 an die achte Stelle der Gesamtwertung (Sieger Guy Edwards auf einem Lola T90). Seinen letzten Einsatz als Fahrer hatte er beim 24-Stunden-Rennen von Le Mans 1990, wo er mit den Partnern Jerry Mahony und John Sheldon einen ADA 02B fuhr und nach 164 gefahrenen Runden wegen eines Aufhängungsschadens aufgeben musste. Dazwischen lagen 79 Rennstarts mit vier Podiumsplatzierungen und drei Klassensiege.
Sein Debüt in Le Mans gab er 1977. Bis 1990 kamen weitere acht Einsätze dazu, wodurch Harrower zu den Le-Mans-Startern zählte, die mindestens 10-mal bei diesem 24-Stunden-Rennen am Start waren. Die beste Platzierung war der achte Endrang und Klassensieg 1986.
1977 hatte er ADA Engineering übernommen und ging für das Team in der Sportwagen-Weltmeisterschaft an den Start. Seine Podiumsplatzierungen erreichte er bei Einsätzen in der Angolanischen Sportwagenserie. Nach einem zweiten Rang beim 6-Stunden-Rennen von Neu-Lissabon 1973 wurde er ein Jahr später Gesamtdritter bei dieser Rennveranstaltung.

## Statistik

### Le-Mans-Ergebnisse
| Jahr | Team                     | Fahrzeug           | Teamkollege       | Teamkollege        | Teamkollege     | Platzierung             | Ausfallgrund      |
| ---- | ------------------------ | ------------------ | ----------------- | ------------------ | --------------- | ----------------------- | ----------------- |
| 1977 | Dorset Racing Associates | Lola T290/4S       | Richard Down      | Martin Birrane     | Ernst Berg      | nicht klassiert         |                   |
| 1978 | Dorset Racing Associates | Lola T294          | Tony Birchenhough | Juliette Slaughter | Brian Joscelyne | Ausfall                 | Motorschaden      |
| 1982 | Dorset Racing Associates | De Cadenet-Lola LM | François Duret    | Mike Wilds         |                 | Ausfall                 | kein Benzin       |
| 1983 | François Duret           | De Cadenet-Lola    | François Duret    | John Sheldon       |                 | nicht klassiert         |                   |
| 1984 | A.D.A. Engineering       | ADA 01             | Bob Wolff         | Glen Smith         |                 | Ausfall                 | Chassis gebrochen |
| 1985 | ADA Engineering          | Gebhardt JC843     | Steve Earle       | John Sheldon       |                 | Rang 16 und Klassensieg |                   |
| 1986 | ADA Engineering          | Gebhardt JC843     | Tom Dodd-Noble    | Evan Clements      |                 | Rang 8 und Klassensieg  |                   |
| 1987 | Tiga Race Cars           | Tiga GC287         | Thorkild Thyrring | John Sheldon       |                 | Rang 10                 |                   |
| 1988 | ADA Engineering          | ADA 03             | Jirō Yoneyama     | Hideo Fukuyama     |                 | Rang 18                 |                   |
| 1989 | ADA Engineering          | ADA 02B            | Laurence Bristow  | Colin Pool         |                 | Ausfall                 | Elektrik          |
| 1990 | ADA Engineering          | ADA 02B            | Jerry Mahony      | John Sheldon       |                 | Ausfall                 | Aufhängung        |

### Einzelergebnisse in der Sportwagen-Weltmeisterschaft
| Saison | Team                           | Rennwagen                        | 1   | 2   | 3   | 4   | 5   | 6   | 7   | 8   | 9   | 10  | 11  | 12  | 13  | 14  | 15  | 16  | 17  |
| ------ | ------------------------------ | -------------------------------- | --- | --- | --- | --- | --- | --- | --- | --- | --- | --- | --- | --- | --- | --- | --- | --- | --- |
| 1973   | Ian Harrower                   | Chevron B21                      | DAY | VAL | DIJ | MON | SPA | TAR | NÜR | LEM | ZEL | WAT |     |     |     |     |     |     |     |
| 1973   | Ian Harrower                   | Chevron B21                      |     |     |     | DNF | DNF |     | DNF |     |     |     |     |     |     |     |     |     |     |
| 1974   | James Bell                     | Chevron B19 Chevron B26          | MON | SPA | NÜR | IMO | LEM | ZEL | WAT | LEC | BRH | KYA |     |     |     |     |     |     |     |
| 1974   | James Bell                     | Chevron B19 Chevron B26          |     | DNF | 31  |     |     | 8   |     |     | 12  |     |     |     |     |     |     |     |     |
| 1975   | Dorset Racing Tony Charnell    | Lola T294 Chevron B23            | DAY | MUG | DIJ | MON | SPA | PER | NÜR | ZEL | WAT |     |     |     |     |     |     |     |     |
| 1975   | Dorset Racing Tony Charnell    | Lola T294 Chevron B23            |     |     |     | 11  |     |     |     | 10  |     |     |     |     |     |     |     |     |     |
| 1976   | Ibec Racing Dorset Racing      | Lola T294                        | MUG | VAL | NÜR | MON | SIL | IMO | NÜR | ZEL | PER | WAT | MOS | DIJ | DIJ | SAL |     |     |     |
| 1976   | Ibec Racing Dorset Racing      | Lola T294                        |     |     | 14  | 9   |     |     |     |     |     |     |     |     | 15  |     |     |     |     |
| 1977   | Lola Cars                      | Lola T294                        | DAY | MUG | DIJ | MON | SIL | NÜR | VAL | PER | WAT | EST | LEC | MOS | IMO | SAL | BRH | HOK | VAL |
| 1977   | Lola Cars                      | Lola T294                        | 15  |     |     |     |     |     |     |     |     |     |     |     |     |     |     |     |     |
| 1978   | Dorset Racing                  | Lola T294                        | DAY | SEB | MUG | TAL | DIJ | SIL | NÜR | LEM | MIS | DAY | WAT | VAL | ROD |     |     |     |     |
| 1978   | Dorset Racing                  | Lola T294                        |     |     |     |     | DNF |     |     |     |     |     |     |     |     |     |     |     |     |
| 1981   | ADA Engineering                | Triumph TR8                      | DAY | SEB | MUG | MON | RIV | SIL | NÜR | LEM | PER | DAY | WAT | SPA | MOS | ROA | BRH |     |     |
| 1981   | ADA Engineering                | Triumph TR8                      |     |     |     |     |     |     |     |     |     |     |     | DNF |     |     |     |     |     |
| 1982   | Dorset Racing                  | De Cadenet-Lola LM               | MON | SIL | NÜR | LEM | SPA | MUG | FUJ | BRH |     |     |     |     |     |     |     |     |     |
| 1982   | Dorset Racing                  | De Cadenet-Lola LM               | DNF |     |     |     |     |     |     |     |     |     |     |     |     |     |     |     |     |
| 1983   | François Duret                 | De Cadenet Lola                  | MON | SIL | NÜR | LEM | SPA | FUJ | KYA |     |     |     |     |     |     |     |     |     |     |
| 1983   | François Duret                 | De Cadenet Lola                  |     | 12  |     | DNF |     |     |     |     |     |     |     |     |     |     |     |     |     |
| 1984   | ADA Engineering                | ADA 01                           | MON | SIL | LEM | NÜR | BRH | MOS | SPA | IMO | FUJ | KYA | SAN |     |     |     |     |     |     |
| 1984   | ADA Engineering                | ADA 01                           |     | 18  | DNF |     |     |     |     |     |     |     |     |     |     |     |     |     |     |
| 1985   | ADA Engineering                | Gebhardt JC843                   | MUG | MON | SIL | LEM | HOK | MOS | SPA | BRH | FUJ | SEL |     |     |     |     |     |     |     |
| 1985   | ADA Engineering                | Gebhardt JC843                   |     | 15  | DNF | 16  |     |     |     | 10  |     | 6   |     |     |     |     |     |     |     |
| 1986   | ADA Engineering                | Gebhardt JC843                   | MON | SIL | LEM | NÜN | BRH | JER | NÜR | SPA | FUJ |     |     |     |     |     |     |     |     |
| 1986   | ADA Engineering                | Gebhardt JC843                   | DNF | 16  | 8   |     | DNF | 6   | 8   | 15  | 27  |     |     |     |     |     |     |     |     |
| 1987   | ADA Engineering Tiga Race Cars | Gebhardt JC843 Tiga GC287 ADA 02 | JAR | JER | MON | SIL | LEM | NÜN | BRH | NÜR | SPA | FUJ |     |     |     |     |     |     |     |
| 1987   | ADA Engineering Tiga Race Cars | Gebhardt JC843 Tiga GC287 ADA 02 | 13  | DNF |     |     | DNF |     | DNF |     |     |     |     |     |     |     |     |     |     |
| 1988   | ADA Engineering                | ADA 03                           | JER | JAR | MON | SIL | LEM | BRÜ | BRH | NÜR | SPA | FUJ | SAN |     |     |     |     |     |     |
| 1988   | ADA Engineering                | ADA 03                           |     | 18  |     |     |     |     |     |     |     |     |     |     |     |     |     |     |     |